# Wanda Capodaglio
Wanda Capodaglio (Asti, 1º gennaio 1889 – Castelfranco di Sopra, 30 agosto 1980) è stata un'attrice italiana attiva in teatro, cinema e televisione.

## Biografia
Proveniente da una celebre famiglia teatrale iniziata dal nonno Luigi e proseguita dai genitori Tullio Capodaglio e Ida Secorini, nonché dai quattro zii e dai quattro fratelli, tra cui il celebre Ruggero Capodaglio, inizia a calcare le scene giovanissima come amorosina nella Compagnia di Paladini, poi attrice giovane con Irma Gramatica, con la Severi-Zoncada, quindi nel 1910 con la Gandusio-Borelli-Piperno dove fu diretta da Flavio Andò e, alla sua morte avvenuta nel 1915, passa con Ruggero Ruggeri per tornare infine con Irma Gramatica. Nel 1919 Wanda Capodaglio sposa l'attore Pio Campa, col quale, assieme a Uberto Palmarini, crea una compagnia che per dieci anni porta in scena con successo testi di Čechov e Lenormand.
Di bassa statura e con un viso dai lineamenti irregolari, il suo temperamento drammatico viene molto apprezzato, e a cavallo tra gli anni venti e trenta, crea una propria compagnia allestendo riuscite interpretazioni di piece di Pirandello, Evreinov e Molnár. La sua interpretazione dello spettacolo Topaze di Pagnol le fa guadagnare ampi consensi.
Negli anni trenta ottiene successo anche all'estero al fianco di Alessandro Moissi, attore italo-tedesco con cui recita con successo anche in Germania. Sin dal 1939 l'attrice sarà apprezzata insegnante presso l'Accademia nazionale d'arte drammatica di Roma; tra i suoi allievi vi saranno nomi destinati a diventare dei miti del teatro e del cinema, tra i quali ricordiamo Vittorio Gassman, Tino Buazzelli, Rossella Falk, Gian Maria Volonté, Monica Vitti e Raoul Grassilli.
Sul finire degli anni '40 diverrà suo allievo anche Andrea Camilleri, come racconta lo stesso in una lettera ai genitori, pubblicata nella raccolta postuma Vi scriverò ancora.
A partire dai primi anni trenta diventa una delle protagoniste della prosa radiofonica EIAR e successivamente Rai, sia nelle commedie classiche che nei radiodrammi originali. Lavorerà spesso nella prosa televisiva: memorabile resta la sua interpretazione dell'arcigna ma benevola zia Betsey nello sceneggiato David Copperfield (1965), diretto da Anton Giulio Majano, con protagonista Giancarlo Giannini.
A lei è dedicato il teatro di Castelfranco di Sopra, città in cui visse i suoi ultimi anni.

## Filmografia

Wanda Capodaglio nel film Cronache di poveri amanti (1954)

Wanda Capodaglio nel film Il ragazzo che sapeva amare (1967)

- Piccolo hotel, regia di Piero Ballerini (1939)
- Avanti c'è posto..., regia di Mario Bonnard (1942)
- La regina di Navarra, regia di Carmine Gallone (1942)
- Acque di primavera, regia di Nunzio Malasomma (1942)
- Gelosia, regia di Ferdinando Maria Poggioli (1942)
- In due si soffre meglio, regia di Nunzio Malasomma (1943)
- Lacrime di sangue, regia di Guido Brignone (1944)
- Resurrezione, regia di Flavio Calzavara (1944)
- Le modelle di via Margutta, regia di Giuseppe Maria Scotese (1945)
- Amanti in fuga, regia di Giacomo Gentilomo (1946)
- La monaca di Monza, regia di Raffaello Pacini (1947)
- Gli uomini sono nemici, regia di Ettore Giannini (1948)
- Il grido della terra, regia di Duilio Coletti (1948)
- La portatrice di pane, regia di Maurice Cloche (1949)
- La donna che inventò l'amore, regia di Ferruccio Cerio (1952)
- Cronache di poveri amanti, regia di Carlo Lizzani (1954)
- Nessuno mi può giudicare, regia di Ettore Maria Fizzarotti (1966)
- Il ragazzo che sapeva amare, regia di Enzo Dell'Aquila (1967)
- Io ti amo, regia di Antonio Margheriti (1968)
- Toh, è morta la nonna!, regia di Mario Monicelli (1969)

## Televisione
- Piccole donne, regia di Anton Giulio Majano (1955)
- Jane Eyre, regia di Anton Giulio Majano (1957)
- Il caso Maurizius, regia di Anton Giulio Majano (1961)
- David Copperfield, regia di Anton Giulio Majano (1965)
- Luisa Sanfelice, regia di Leonardo Cortese (1966)
- La fiera della vanità, regia di Anton Giulio Majano (1967)
- Le mie prigioni, regia di Sandro Bolchi (1968)

## Prosa televisiva Rai
- Congedo, di Renato Simoni, regia di Guglielmo Morandi (1955)
- Il serpente a sonagli, regia di Anton Giulio Majano (1956)
- Cavalcata a mare, regia di Mario Landi (1959)
- Marta la madre, di Mario Federici, regia di Anton Giulio Majano (1960)
- L'incorruttibile (o Colui che non sta al gioco), di Hugo von Hofmannsthal, regia di Enrico Colosimo (1962)
- Carlo Gozzi, di Renato Simoni, regia di Carlo Lodovici (1962)
- Nozze di sangue, di Federico García Lorca, regia di Vittorio Cottafavi (1963)
- Le sorelle di Segovia, regia di Mario Landi (1964)
- La vedova, di Renato Simoni, regia di Carlo Lodovici (1964)
- Al calar del sipario, di Noel Coward, regia di Marcello Santarelli (1965)
- Il nostro prossimo, di Alfredo Testoni, regia di Carlo Lodovici, (1966)
- Tramonto, di Renato Simoni, regia di Cesco Baseggio e Italo Alfaro (1966)
- La tavola numero sette, di Terence Rattigan, regia di Enrico Colosimo (1967)
- Il fischietto d'argento, di Robert E. Mc Enroe, regia di Carlo Di Stefano (1967)
- La tavola accanto alla finestra, di Terence Rattigan, regia di Enrico Colosimo (1967)
- Cavalleria rusticana, di Giovanni Verga, regia di Ottavio Spadaro (1967)
- L'imbriago de giudizio (o L'imbriago de sestu), di Gino Rocca, regia di Carlo Lodovici (1968)
- Il berretto a sonagli, di Luigi Pirandello regia di Edmo Fenoglio (1970)

## Prosa radiofonica Rai
- Fedra, di Jean Racine, regia di Pietro Masserano Taricco, trasmessa il 13 ottobre 1947
- Il nostro viaggio, di Gherardo Gherardi, regia di Pietro Masserano Taricco, trasmessa il 11 marzo 1948.
- La bugiarda meravigliosa, di Gianfrancesco Luzi, regia di Anton Giulio Majano, trasmessa il 13 giugno 1950.
- L'ultimo sogno della signora Catrì, di Gino Pugnetti, regia di Pietro Masserano Taricco, trasmessa il 17 novembre 1951.
- Dialoghi delle carmelitane, di Georges Bernanos, regia di Corrado Pavolini, trasmessa il 19 dicembre 1952
- Manfredi (o Manfredo, titoli con cui è noto in Italia): Manfred, dramma di Byron, regia di Pietro Masserano Taricco, trasmessa il 14 giugno 1953
- Felicita Colombo, commedia di Giuseppe Adami, regia di Gian Domenico Giagni, trasmessa il 14 febbraio 1955
- La giustizia, di Giuseppe Dessì, regia di Giulio Pacuvio (1958)
- L'ultima stanza (o La stanza dove si vive), di Graham Greene, regia di Orazio Costa, trasmessa il 16 giugno 1963.

## Doppiaggio
- Ethel Barrymore in La luna sorge
- Doris Lloyd in L'uomo che visse nel futuro
- Marjorie Main in L'allegra fattoria
- Una O'Connor in Bionda fragola
- Edna May Oliver in La più grande avventura
- Elena Tjapkina in Guerra e pace
- Blanche Yurka in Bernadette